# Blut-Luft-Schranke
Die Blut-Luft-Schranke bezeichnet die dünne Schicht, die in der Lunge den luftgefüllten Raum der Lungenbläschen (Alveolen) von dem Blut in den Kapillaren trennt.
Die Blut-Luft-Schranke besteht aus den Pneumozyten Typ I (Alveolarepithelzellen Typ I), dem Kapillarendothel sowie der dazwischen gelegenen, normalerweise verschmolzenen Basallamina dieser beiden Schichten. Sie ermöglicht die Diffusion der Atemgase, sprich die Aufnahme von Sauerstoff in das Blut und die Abgabe von Kohlenstoffdioxid in die Atemwege. Ihre Dicke ist nicht einheitlich, je nachdem ob das Kapillarendothel direkt dem Alveolarepithel aufliegt, oder ob sich noch eine dünne Bindegewebsschicht dazwischen befindet. Im Mittel ist die Blut-Luft-Schranke (2,2 ± 0,2) μm dick, an ihren dünnsten Stellen misst sie nur ca. 0,2 μm.